# Bockenheimer FVgg 01
Bockenheimer FVgg 01 was een Duitse voetbalclub uit Frankfurt, meer bepaald in het stadsdeel Bockenheim. De club is een voorloper van het huidige Rot-Weiss Frankfurt. 

## Geschiedenis
De club werd opgericht in 1901, enkele spelers kwamen van het ter ziele gegaane 1. Bockenheimer FC 1899. De club was aangesloten bij de Zuid-Duitse voetbalbond en nam deel aan de eindronde in 1902/03. De club versloeg Viktoria Aschaffenburg met 7:1 en verloor dan met 3:2 van FC Hermannia Frankfurt. Vanaf 1903 ging de club in de Westmaincompetitie spelen. Na een aantal seizoenen in de middenmoot werd de club kampioen in 1908 en plaatste zich zo voor de Zuid-Duitse eindronde, waar ze laatste werden in de groepsfase. Nadat de Westmaincompetitie opgeheven werd ging de club vanaf 1909 in de Nordkreiscompetitie spelen. De club werd drie jaar op rij afgetekend laatste. 
Op 5 juli 1912 fuseerde de club met FC Germania 01 Bockenheim tot Bockenheimer FVgg Germania 1901.  

## Erelijst
Kampioen Westmain
1908